# 一ノ宮町
一ノ宮町（いちのみやまち）は群馬県の南西部、甘楽郡に属していた町。現在の富岡市中部の一ノ宮地区に相当する。

## 地理
町の南部を鏑川、北部を丹生川と高田川が流れる。

## 歴史
- 1889年（明治22年）4月1日 - 町村制施行により、1町4村（一ノ宮町、神農原村、宇田村、田島村、宮崎村）が合併し北甘楽郡一ノ宮町が成立する。
- 1897年（明治30年）7月2日 - 上野鉄道（現：上信電鉄）福島（現：上州福島）〜南蛇井間が開業する。
- 1950年（昭和25年）4月1日 - 北甘楽郡が甘楽郡と改称する。
- 1954年（昭和29年）4月1日 - 黒岩村、高瀬村、額部村、小野村とともに富岡町へ編入、即日市制施行し富岡市となる。

## 交通

### 鉄道
- 上信電鉄
  - 上信線：上州一ノ宮駅 - 神農原駅

## 道路
- 国道254号（信州街道）

## 名所・旧跡
- 一之宮貫前神社